# المهمة المعرفية الأولية
المهمة المعرفية الأولية (بالإنجليزية: Elementary Cognitive Task)‏(ECT) هي مجموعة من المهام الأساسية التي لا تتطلب سوى عدد قليل من العمليات العقلية والتي لها نتائج صحيحة ومحددة بسهولة. اخترع آرثر جنسن أداة قياس بسيطة لجمع بيانات وقت رد الفعل بسهولة، أطلق عليها فيما بعد صندوق جنسن. والذي أعاد هذا الاختراع البحث عن الصلة بين الذكاء العام والمعرفة الأولية والتي كانت في السبعينيات تعتبر طريقًا مسدودًا. تم اقتراح مصطلح المهمة المعرفية الأولية من قبل عالم النفس جون بيسل كارول في عام 1980، والذي افترض أنه يمكن تحليل أداء جميع الاختبارات وتقسيمها إلى وحدات بناء تسمى المهمة المعرفية البسيطة أو الأولية، والتي أظهرت فائدة في تقييم الأشخاص الخاضعين للاختبار تحت تأثير أحادي أكسيد الكربون أو الكحول.

## أنظر أيضا
- قياس التسلسل الزمني العقلي
- صندوق جنسن